# Falconhurst (Tennessee)
Falconhurst ist ein historisches Wohnhaus in McMinnville (Tennessee). Es wurde 1850 für den Textilmühlenbesitzer Asa Faulkner erbaut. Faulkner war Mitglied des Tennessee House of Representatives und des Tennessee Senate. Später wohnte dort der Folkmusik-Komponist Charles Faulkner Bryan.
Das Haus ist im Federal Style und Greek Revival erbaut. Es ist im National Register of Historic Places seit dem 26. August 1982 gelistet.